# غلين روس كامبل
غلين روس كامبل (بالإنجليزية: Glenn Ross Campbell)‏ هو موسيقي أمريكي، ولد في 28 أبريل 1946 في سان دييغو في الولايات المتحدة.

## وصلات خارجية
- غلين روس كامبل على موقع ميوزك برينز (الإنجليزية)
- غلين روس كامبل على موقع أول ميوزيك (الإنجليزية)
- غلين روس كامبل على موقع ديسكوغز (الإنجليزية)